# Hoplitis uncaticornis
Hoplitis uncaticornis är en biart som först beskrevs av Stanek 1969.  Hoplitis uncaticornis ingår i släktet gnagbin, och familjen buksamlarbin.

## Underarter
Arten delas in i följande underarter:
- H. u. cursoria
- H. u. uncaticornis